# 단말 에뮬레이터

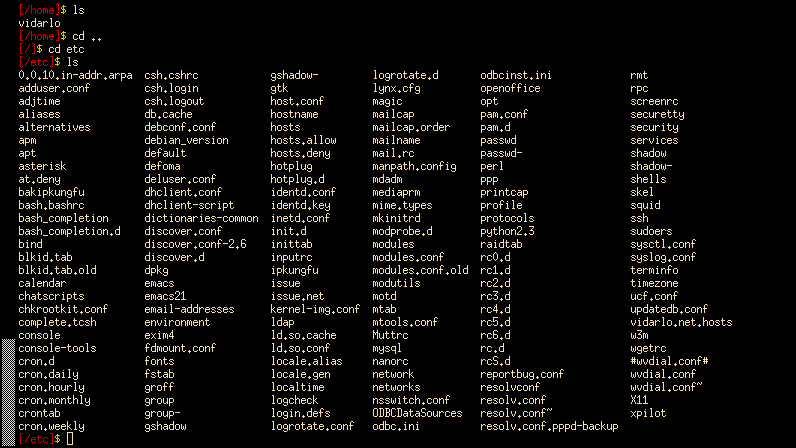
xterm: X 윈도 시스템을 위해 설계된 대중적인 단말 에뮬레이터

단말 에뮬레이터 또는 터미널 에뮬레이터(terminal emulator)는 몇 가지 다른 디스플레이 구조를 갖춘 덤브(dumb) 비디오 단말기를 가상으로 구현하는 프로그램을 말한다. 일반적으로 셸이나 텍스트 터미널이라는 용어와 동의어이기도 하지만 단말이라는 용어는 그래픽 인터페이스를 비롯하여 모든 원격 단말에 적용된다. 그래픽 사용자 인터페이스(GUI)상에서 어플리케이션으로 작동하는 단말 에뮬레이터는 터미널 윈도(terminal window)라고 자주 부른다. 이러한 터미널 에뮬레이터는 가상 터미널 또는 가상 콘솔로도 불릴 수 있다.
터미널 윈도는 사용자가 텍스트 단말과 명령 줄 인터페이스(CLI), 텍스트 사용자 인터페이스 응용 프로그램과 같은 모든 응용 프로그램에 접근할 수 있게 도와준다. 이러한 것들은 텔넷, ssh, 전화 접속을 통해 같은 컴퓨터나 다른 컴퓨터에서 모두 실행할 수 있다. 유닉스 계열 운영 체제에서는 로컬 컴퓨터에 연결된 하나 이상의 터미널 윈도에 일반적이다.
단말은 보통 커서 위치, 색 등을 제어하기 위한 이스케이프 시퀀스 집합을 지원한다. 이를테면 ECMA-48, ANSI X3.64, 또는 ISO/IEC 6429로 알려진 단말 제어 시퀀스 표준 계열을 포함하고 있다.
은행, 보험사, 정부와 같은 대규모 네트워크 인증 컴퓨터 기술을 채택한 유닉스 같은 보안에 강력하도록 설계된 초기의 단체들은 아직도 단말 에뮬레이터를 주요한 것 중 하나로 다루고 있다. 이들은 메인프레임 컴퓨터에서 실행되는 오랫동안 검증된 응용 프로그램들을 수십 개 가지고 있다. 메인프레임에 접근하는 데 이용하는 오래된 덤브 비디오 단말은 가상 터미널 또는 원격 접속 방식 등으로 다양하게 대체되고 있다. 그러나 메인프레임 위의 응용 프로그램들은 아직도 사용하고 있다.
단말 에뮬레이터는 더 오래된 스탠드얼론 컴퓨터에서 실행하고 있는 응용 프로그램들에서는 사용자가 접근할 수 있는 유일한 방법일 수 있다.

## 가상 터미널
| |
| 리눅스 우분투(18LTS)에서 가상 터미널을 기반으로 열린 GUI 환경에서 그놈터미널(gnome-terminal)이 단말에뮬레이터로 작동하는 화면 |

가상 터미널(virtual terminal ,VT) 또는 가상 콘솔(virtual console,VC)은 네크워크 기반의 그 설계적 특성에서 여러 세션을 허용하기 위해 둘 이상의 복수 가상터미널을 지원하도록 기본적으로 보장하고 있다. 리눅스 계열의 운영체제 배포판들은 보안 및 안정적인 시스템 관리를 위해 추가 가상터미널 생성을 기본적으로 지원하고 있다. 단축키는 일반적으로 ctrl+alt+F1 ~F7으로 7개가 알려져 있다.
X 윈도우 시스템(X Window System)에서의 가상 터미널은 단말 에뮬레이터가 운영체제 시스템 설계 단계에서 포함된 특정된 퍼미션(permission)에서 작동하도록 재설계된 터미널로 이러한 기능에서 자식 프로세스를 생성할 수 있는 최상위 레벨(level) 터미널 중 하나로 다루어질 수 있다.

## 인터페이스
CLI(command line interface)로 잘 알려진 단말 에뮬레이터는 시스템과 사용자간의 매우 주요한 대화 상자인 다이얼로그(dialog)를 상호 피드백에서 제공한다.

### 예
X11(리눅스)에서의 홈(Home)디렉토리 명령 줄 인터페이스의 프롬프트(prompt)
| PS ~ >                |
| PS2 스타일의 프롬프트 |

## 같이 보기
- 단말
- 단말 에뮬레이터 목록